# مردم‌گریز
مردم گریز (به فرانسوی: Le Misanthrope) عنوان نمایش‌نامه ای از مولیر است که اولین بار در سال ۱۶۶۶ بر روی صحنه رفت. نمایش‌نامهٔ مردم گریز در ۵ پرده نوشته شده‌است.

## داستان نمایش
مردم گریز شخصیت انسانی را نشان می‌دهد که اعتمادش را نسبت به دیگران از دست داده‌است و به خاطر ریا، بی عدالتی و فساد جامعه، گوشه‌گیر می‌شود.

## شخصیت‌ها
| عنوان اصلی شخصیت‌ها | به فارسی                                |
| ------------------ | --------------------------------------- |
| Alceste            | آلسست، شخصیت اصلی مردم گریز، عاشق کلیمن |
| Célimène           | کلیمن، معشوق آلسست                      |
| Philinte           | فیلنت، دوست آلسست                       |
| Acaste             | اکاست، خواهان کلیمن                     |
| Oronte             | اورونت، خواهان کلیمن                    |
| Arsinoé            | آرسینوئه، دوست حسود کلیمن               |
| Éliante            | الیانت، پسر عموی کلیمن                  |
| Clitandre          | کلیتاندر، خواهان کلیمن                  |
| Basque             | باسک، پیشخدمت کلیمن                     |
| Du Bois            | دوبوآ، پیشخدمت کلیمن                    |
| Guard              | پیام رسان                               |